# Roata Mică
Roata Mică – wieś w Rumunii, w okręgu Giurgiu, w gminie Roata de Jos. W 2011 roku liczyła 545 mieszkańców.